# Zippelia
Zippelia, monotipski rod paparovki iz potporodice Zippelioideae. Jedina je vrsta Z. begoniifolia, uspravnava višegodišnja biljka koja naraste o9d 40 do 80 cm visine. Raste po šumama i jarugama.
Rasprostranjena je od južne Kine preko Indokine do Filipina, Bornea, Jave i Sumatre
Rod dobiva ime u spomen na Aleksandra Zipeliusa, nizozemskog hortikulturista i ranog sakupljača biljaka na Javi i drugim otocima u regiji.

## Sinonimi
- Circaeocarpus C.Y.Wu